# Murray Richards
Murray John Richards (Brisbane, 6 november 1976) is een Australisch hockeycoach en voormalig -speler.

## Levensloop
Richards was actief bij East HC uit Sydney. Later (omstreeks 2001) ging hij aan de slag bij Royal Antwerp HC. Daarnaast maakte hij van 1998 tot 2000 deel uit van het Australisch hockeyteam. In totaal verzamelde hij 28 caps.
Na zijn spelersloopbaan werd hij coach bij Royal Antwerp HC. Tevens was hij actief als assistent-coach bij het Belgisch nationaal herenteam, alsook als coach van de U21-mannen. In 2008 werd hij aangesteld als bondscoach van het Belgisch dameshockeyteam. In deze hoedanigheid volgde hij Michel van den Boer op, zelf werd hij in 2011 opgevolgd door Pascal Kina.
Zijn broer Darryl was eveneens actief in het hockey. 